# Rebæk Søpark Butikscenter
Rebæk Søpark Butikscenter er et mindre butikscenter ved Rebæk Søpark i Hvidovre Kommune. 
Den store dyrehandel ZooZity, som åbnede i oktober 1997, var centrets ankerbutik indtil den i marts 2013 flyttede til mindre lokaler på Hvidovre Torv. De første 14 måneder efter åbningen (altså 1997 og '98) var der omkring 600.000-700.000 gæster i dyrehandlen og centeret. Derfor overvejede man i starten af 1999 at opkræve entré for at komme ind, da ikke alle var interesseret i at købe varer. Dyrehandlen var Nordens største, med et areal på 4000 m², fordelt over tre etager.
Butikscenteret havde tidligere en Aldi, der måtte lukke. I midten af 2010 åbnede en Lidl-butik. Centrets øvrige lejere er en forretning med specialisering i øl, vin og spiritus fra hele verden (Getränkeland), samt småbutikker, en spilleklub (Pitten) og  Kirkens Korshær Genbrugsbutik. 
Butikscentret ejes af Nordicom A/S.